# Barkasa
Barkasa je vrsta plovila u ratnoj mornarici, a koja nije brod, već velika brodica. Može biti na vesla ili na motorni pogon.
Barkase se mogu podijeliti na velike, srednje i male, dok se po namjeni mogu podijeliti na školske, hidrografske, ronilačke i slično.

## Barkase u HRM
Hrvatska ratna mornarica ima nekoliko barkasa:
- BRM-83 (barkasa roniteljska)
- BMT Barkase motorne - transportne (2 komada)
- "Krasnica" (barkasa motorna)
- Barkasa motorna
- Barkasa roniteljska